# Ebru Ceylan (sceneggiatrice)
Ebru Ceylan, nata Ebru Yapıcı (Ankara, 26 gennaio 1976), è una sceneggiatrice turca, moglie e frequente collaboratrice del regista Nuri Bilge Ceylan.

## Biografia
Attiva come fotografa negli anni novanta, si è laureata in cinema e televisione all'Università di Marmara nel 2001 e ha poi conseguito un master all'Accademia di Belle Arti "Mi'mār Sinān" nel 2004. Il suo primo e unico cortometraggio da regista, Kıyıda, è stato presentato in concorso al Festival di Cannes 1998.
È sposata col cineasta turco Nuri Bilge Ceylan, con cui ha avuto un figlio nel 2004.
Così come diversi altri parenti di Ceylan, per sopperire alle ristrettezze di budget che caratterizzavano le sue prime produzioni ha lavorato in varie capacità nei film del marito, inizialmente come scenografa. È apparsa poi in un piccolo ruolo senza battute in Uzak (2002), prima di recitare da protagonista assieme al marito ne Il piacere e l'amore (2006). Questa sua unica interpretazione ha ricevuto il plauso della critica. A partire dal successivo Le tre scimmie (2008), ha cosceneggiato in pianta stabile tutti i film del marito, tra cui Il regno d'inverno - Winter Sleep (2014), vincitore della Palma d'oro a Cannes. Grazie al film, ha ricevuto una candidatura agli European Film Awards per la miglior sceneggiatura.

## Filmografia

### Sceneggiatrice
- Kıyıda, regia di Ebru Yapıcı – cortometraggio (1996)
- Le tre scimmie (Üç maymun), regia di Nuri Bilge Ceylan (2008)
- C'era una volta in Anatolia (Bir zamanlar Anadolu'da), regia di Nuri Bilge Ceylan (2011)
- Il regno d'inverno - Winter Sleep (Kış uykusu), regia di Nuri Bilge Ceylan (2014)
- L'albero dei frutti selvatici (Ahlat ağacı), regia di Nuri Bilge Ceylan (2018)
- Racconto di due stagioni (Kuru otlar üstüne), regia di Nuri Bilge Ceylan (2023)

### Attrice
- Uzak, regia di Nuri Bilge Ceylan (2002)
- Il piacere e l'amore (İklimler), regia di Nuri Bilge Ceylan (2006)

### Scenografa
- Uzak, regia di Nuri Bilge Ceylan (2002)
- Le tre scimmie (Üç maymun), regia di Nuri Bilge Ceylan (2008)

### Regista, produttrice e montatrice
- Kıyıda – cortometraggio (1996)